# 김종문 (서울특별시의원)
김종문(金鐘文, 1958년 8월 26일 ~ )은 대한민국의 정치인이다. 서울특별시의원을 지냈다.

## 역대 선거 결과
|  | 54.68% |

|  | 11.53% |